# Ross Corrigan
Ross Corrigan (* 4. Januar 1999 in Kinawley) ist ein irischer Ruderer. Er wurde 2023 Weltmeisterschaftsdritter.

## Sportliche Karriere
Ross Corrigan begann beim Portora Boat Club und wechselte dann zum Enniskillen Boat Club.
Corrigan trat bei den U23-Weltmeisterschaften 2019 im Vierer mit Steuermann an. Als Sieger des B-Finales wurden die Iren Siebte. Zwei Jahre später bei den U23-Weltmeisterschaften 2021 gewann er mit dem Vierer ohne Steuermann die Silbermedaille.
2022 belegte Corrigan mit dem Vierer ohne Steuermann den achten Platz bei den Weltmeisterschaften in Račice u Štětí. Bei den Europameisterschaften 2023 in Bled ruderte der irische Vierer auf den zehnten Platz. Drei Monate später bei den Weltmeisterschaften in Belgrad traten Nathan Timoney und Ross Corrigan im Zweier ohne Steuermann an und belegten den dritten Platz hinter den Schweizern und den Briten. Die Iren überquerten die Ziellinie eine Dreiviertelsekunde hinter den Briten und zweieinhalb Sekunden vor den viertplatzierten Rumänen. Bei den Olympischen Spielen in Paris belegten Corrigan und Timoney den sechsten Platz.